# Jack Watson (Schauspieler)
Jack Watson (* 14. Mai 1915 in Thorney, Cambridgeshire, England; † 4. Juli 1999 in Bath, Bath and North East Somerset, England) war ein britischer Schauspieler.

## Leben
Jack Watson, der Sohn des Varieté-Künstlers Nosmo King, begann seine Laufbahn als Schauspieler im Alter von 16 Jahren in Music Halls. Im Laufe der 1950er Jahre erhielt er sporadisch Filmrollen, in den 1960er und 1970er Jahren wurde der Schauspieler mit dem kantigen Gesicht eine markante Erscheinung im britischen Kino. Er war fast ausschließlich in Action-, Kriegs- und Kriminalfilmen zu sehen, wo er schweigsame, ausdauernde Kameraden, Soldaten oder Polizeiinspektoren darstellte.

## Filmografie (Auswahl)
- 1951: Des Königs Admiral (Captain Horatio Hornblower)
- 1960: Augen der Angst (Peeping Tom)
- 1960: The Man Who Was Nobody
- 1961: Konga
- 1961–1984: Coronation Street (Fernsehserie, 19 Folgen)
- 1963: Der große Coup(Five to One)
- 1963: Lockender Lorbeer (This Sporting Life)
- 1964: Die brennenden Augen von Schloss Bartimore (The Gorgon)
- 1965: Ein Haufen toller Hunde (The Hill)
- 1965: The Night Caller
- 1965, 1967: Mit Schirm, Charme und Melone (The Avengers) (Fernsehserie, zwei Folgen)
- 1966: Grand Prix (Grand Prix)
- 1967: Tobruk
- 1968: Die Teufelsbrigade (The Devil’s Brigade)
- 1968: Skandal bei Scotland Yard (The Strange Affair)
- 1970: Haferbrei macht sexy (Every Home Should Have One)
- 1970: Ausbruch der 28 (The McKenzie Break)
- 1971: Entführt (Kidnapped)
- 1972: Der Turm der lebenden Leichen (Tower of Evil)
- 1974: Die Tür ins Jenseits (From Beyond the Grave)
- 1974: Brillanten und Kakerlaken (11 Harrowhouse)
- 1974: 18 Stunden bis zur Ewigkeit (Juggernaut)
- 1974: Die vier Musketiere – Die Rache der Mylady (The Four Musketeers)
- 1976–1980: Die Onedin-Linie (The Onedin Line) (Fernsehserie, 1 Folge)
- 1977: Das malvenfarbene Taxi (Un taxi mauve)
- 1978: Die Abenteuer des David Balfour (Kidnapped)
- 1978: Die Wildgänse kommen (The Wild Geese)
- 1978–1990: Der Doktor und das liebe Vieh (All Creatures Great and Small) (Fernsehserie, 3 Folgen)
- 1979: Sprengkommando Atlantik (North Sea Hijack)
- 1980: Die Seewölfe kommen (The Sea Wolves)
- 1981: Masada
- 1985: Operation Tanger (Tangiers)
- 1985: Christopher Columbus
- 1986: Casualty (Fernsehserie, 3 Folgen)
- 1986: Dempsey & Makepeace (Fernsehserie, 1 Folge)
- 1994: Heartbeat (Fernsehserie, 1 Folge)
- 1994: Der Aufpasser (Minder) (Fernsehserie, 1 Folge)